# Pierrot lunaire
Pour les articles homonymes, voir Pierrot et Lunaire.
Pierrot lunaire, opus 21, a été composé en 1912 par Arnold Schönberg. Les paroles consistent en vingt et un des cinquante poèmes de la traduction allemande par Otto Erich Hartleben (en) (1893) de Pierrot lunaire du poète belge Albert Giraud (1884). Les poèmes, dont la forme française est assez traditionnelle (des rondeaux en vers octosyllabes à rime), et l'allemande plus moderne (vers à mètre varié sans rime), baignent dans une atmosphère féerique par leur vision très « fin de siècle » et par des images provocatrices et macabres.
Cette œuvre est remarquable par son instrumentation singulière : le « parlé-chanté » (sprechgesang), piano, piccolo, flûte traversière, clarinette, clarinette basse, violon, alto et violoncelle. Cette instrumentation aura une grande incidence sur la composition des orchestres de chambre dans la musique du XXe siècle. De plus, certains musicologues, comme René Leibowitz, voient dans Pierrot lunaire un précurseur des œuvres dodécaphoniques de Schönberg, notamment par l'utilisation des douze sons de la gamme chromatique. L'harmonie de cette œuvre est déjà liée à l'atonalité et marque, dans l'évolution du langage de Schönberg, une nette rupture avec les compositeurs post-romantiques tels que Richard Wagner, Gustav Mahler et Richard Strauss.
Le parlé-chanté est une forme artistique inconnue de nos jours qui se fonde, au début du xxe siècle, sur la déclamation très expressive et très théâtrale héritée des grandes « diseuses » de la fin du xixe siècle et sur une ligne musicale. Pour avoir une idée de cette sorte de déclamation en français, on pourra trouver des enregistrements de Sarah Bernhardt effectués au début du xxe siècle entre 1903 et 1910.
Le « parlé-chanté » (sprechgesang) combine la déclamation avec une ligne musicale.
L'interprétation de Pierrot lunaire pose un réel problème. Le sprechgesang est toujours une question de perception : parfois, les récitants ne font que parler ; inversement, d'autres interprètes ne font que chanter. La synthèse entre le parlé et le chanté est très difficile à obtenir.
Une autre particularité du Pierrot lunaire est qu'il n'y a pas de registre imposé à la partie vocale, ce qui fait que l'interprète peut être un homme ou une femme. Cependant, toutes les versions disponibles sur disque sont dites par des femmes.

## Orchestration
L'orchestration de cette œuvre est particulière : huit instruments sont nécessaires, mais seulement cinq instrumentistes jouent. En effet, trois musiciens jouent plusieurs instruments : violon ou alto, flûte ou piccolo, clarinette ou clarinette basse ; les deux autres jouent tout au long de l’œuvre le même instrument : un le violoncelle et l'autre le piano.

## Texte
Voici le texte de la première des trois parties dont le Pierrot lunaire est constitué :
| Traduction allemande d'Otto Erich Hartleben (1893) | Poème original d'Albert Giraud (1884) |
| --- | --- |
| Mondestrunken Den Wein, den man mit Augen trinkt, Giesst Nachts der Mond in Wogen nieder, Und eine Springflut überschwemmt Den stillen Horizont. Gelüste, schauerlich und süss, Durchschwimmen ohne Zahl die Fluten ! Den Wein, den man mit Augen trinkt, Giesst Nachts der Mond in Wogen nieder. Der Dichter, den die Andacht treibt, Berauscht sich an dem heilgen Tranke, Gen Himmel wendet er verzückt Des Haupt und taumelnd saugt und schlürft er Den Wein, den man mit Augen trinkt. Colombine Des Mondlichts bleiche Blüten, Die weissen Wunderrosen, Blühn in den Julinächten - O bräch ich eine nur ! Mein banges Leid zu lindern, Such ich dunklen Strome Des Mondlichts bleiche Blüten, die weissen Wunderrosen. gestillt wär all mein Sehnen, Dürst ich so märchenheimlich,> So selig leis - entblättern Auf deine braunen Haare Des Mondlichts bleiche Blüten ! Der Dandy Mit einem phantastischen Lichtstrahl Erleuchtet der Mond die krystallnen Flacons Auf dem schwarzen, hochheiligen Waschtisch Des schweigenden Dandys von Bergamo. In tönender, bronzener Schale Lacht hell die Fontäne, metallischen Klangs. Mit einem phantastischen Lichtstrahl Erleuchtet der Mond die krystallnen Flacons. Pierrot mit dem wächsernen Antlitz Steht sinnend und denkt : wie er heute sich schminkt ? Fort schiebt er das Rot und des Orients Grün Und bemalt sein Gesicht in erhabenem Stil Mit einem phantastischen Mondstrahl. Eine blasse Wäscherin Eine blasse Wäscherin Wascht zur Nachtzeit bieiche Tücher, Nakte, silberweisse Arme Streckt sie nieder in die Flut. Durch die Lichtung schleichen Winde, Leis bewegen sie den Strom. Eine blasse Wäscherin Wascht zur Nachtzeit bleiche Tücher. Und die sanfte Magd des Himmeis, Von den Zweigen zart umschmeichelt, Breitet auf die dunklen Wiesen Ihre lichtgewobnen Linnen - Eine blasse Wäscherin. Valse de Chopin Wie ein blasser Tropfen Bluts Färbt die Lippen einer Kranken, Also ruht auf diesen Tönen Ein vernichtungssüchtger Reiz. Wilder Lust Accorde stören Der Verzweiflung eisgen Traum - Wie ein blasser Tropfen Bluts Färbt die Lippen einer Kranken. Heiss und jauchzend, süss und schmachtend, Melancholisch düstrer Walzer, Kommst mir nimmer aus den Sinnen ! Hastest mir an den Gedanken, Wie ein blasser Tropfen Bluts ! Madonna Steig, o Mutter aller Schmerzen, Auf den Altar meiner Verse ! Blut aus deinen magren Brüsten Hat des Schwertes Wut vergossen. Deine ewig frischen Wunden Gleichen Augen, rot und offen. Steig, o Mutter aller Schmerzen, Auf den Altar meiner Verse ! In den abgezehrten Händen Hältst du deines Sohnes Leiche, Ihn zu zeigen aller Menschheit - Doch der Blick der Menschen meidet Dich, o Mutter aller Schmerzen ! Der kranke Mond Du nächtig todeskranker Mond Dort auf des Himmels schwarzem Pfühl, Dein Blick, so fiebernd übergross, Bannt mich wie fremde Melodie. An unstillbarem Liebesleid Stirbst du, an Sehnsucht, tief erstickt, Du nächtig todeskranker Mond Dort auf des Himmels schwarzem Pfühl. Den Liebsten, der im Sinnenrausch Gedankenlos zur Liebsten schleicht, Belustig deiner Strahlen Spiel - Dein bleiches, qualgebornes Blut, Du nächtig todeskranker Mond. | Ivresse de lune Le vin que l'on boit par les yeux À flots verts de la Lune coule, Et submerge comme une houle Les horizons silencieux. De doux conseils pernicieux Dans le philtre nagent en foule Le vin que l'on boit par les yeux À flots verts de la Lune coule. Le Poète religieux De l'étrange absinthe se soûle Aspirant, jusqu'à ce qu'il roule Le geste fou, la tête aux cieux, Le vin que l'on boit par les yeux ! À Colombine Les fleurs pâles du clair de Lune, Comme des roses de clarté, Fleurissent dans les nuits d'été : Si je pouvais en cueillir une ! Pour soulager mon infortune, Je cherche, le long du Léthé, Les fleurs pâles du clair de Lune, Comme des roses de clarté. Et j'apaiserai ma rancune, Si j'obtiens du ciel irrité La chimérique volupté D'effeuiller sur la toison brune Les fleurs pâles du clair de Lune ! Pierrot dandy D'un rayon de Lune fantasque Luisent les flacons de cristal Sur le lavabo de santal Du pâle dandy bergamasque La fontaine rit dans sa vasque Avec un son clair de métal. D'un rayon de Lune fantasque Luisent les flacons de cristal. Mais le seigneur à blanche basque Laissant le rouge végétal Et le fard vert oriental Maquille étrangement son masque D'un rayon de Lune fantasque. Pierrot au lavoir Comme une pâle lavandière, Elle lave ses failles blanches Ses bras d'argent hors de leurs manches, Au fil chantant de la rivière. Les vents à travers la clairière Soufflent dans leurs flûtes sans anches. Comme une pâle lavandière Elle lave ses failles blanches. La céleste et douce ouvrière Nouant sa jupe sur ses hanches Sous le baiser frôlant des branches, Étend son linge de lumière Comme une pâle lavandière. Valse de Chopin Comme un crachat sanguinolent De la bouche d'un phtisique, Il tombe de cette musique Un charme morbide et dolent. Un son rouge – du rêve blanc Avive la pâle tunique, Comme un crachat sanguinolent De la bouche d'un phtisique. Le thème doux et violent De la valse mélancolique Me laisse une saveur physique, Un fade arrière-goût troublant, Comme un crachat sanguinolent. Évocation Ô Madone des Hystéries ! Monte sur l'autel de mes vers, La fureur du glaive à travers Tes maigres mamelles taries, Tes blessures endolories Semblent de rouges yeux ouverts. Ô Madone des Hystéries Monte sur l'autel de mes vers. De tes longues mains appauvries, Tends à l'incrédule univers Ton fils aux membres déjà verts, Aux chairs tombantes et pourries, Ô Madone des Hystéries ! Lune malade Ô Lune, nocturne phtisique, Sur le noir oreiller des cieux Ton immense regard fiévreux M'attire comme une musique ! Tu meurs d'un amour chimérique, Et d'un désir silencieux, Ô Lune, nocturne phtisique, Sur le noir oreiller des cieux ! Mais dans sa volupté physique L'amant qui passe insoucieux Prend pour des rayons gracieux Ton sang blanc et mélancolique, Ô Lune, nocturne phtisique ! |

## Discographie
| Interprètes                                                              | Éditeur                              | Commentaire                                                                                       |
| ------------------------------------------------------------------------ | ------------------------------------ | ------------------------------------------------------------------------------------------------- |
| Direction : Pierre Boulez ; récitante : Helga Pilarczyk                  | Adès – 14.078-2                      | Enregistrement de 1961 ; l'interprétation du sprechgesang par Helga Pilarczyk est exceptionnelle. |
| Ensemble Avantgarde, direction : Hans Zender ; récitante : Salome Kammer | Md&g (Dabringhaus & Grimm), #6130579 | Édition du 22/08/1995                                                                             |
| Direction : Pierre Boulez ; récitante : Christine Schäfer                | Deutsche Gramophon                   | Enregistrement de 1998                                                                            |